# Шанијерс ет Рејак
Шанијерс ет Рејак (фр. Champniers-et-Reilhac) насеље је и општина у југозападној Француској у региону Аквитанија, у департману Дордоња која припада префектури Нонрон.
По подацима из 2011. године у општини је живело 501 становника, а густина насељености је износила 24,56 становника/km². Општина се простире на површини од 20,4 km². Налази се на средњој надморској висини од 298 метара (максималној 360 m, а минималној 185 m).

## Демографија
| 1962. | 1968. | 1975. | 1982. | 1990. | 1999. | 2011. |
| ----- | ----- | ----- | ----- | ----- | ----- | ----- |
| 628   | 661   | 554   | 548   | 544   | 533   | 501   |

График промене броја становника у току последњих година